# Adlergebirge

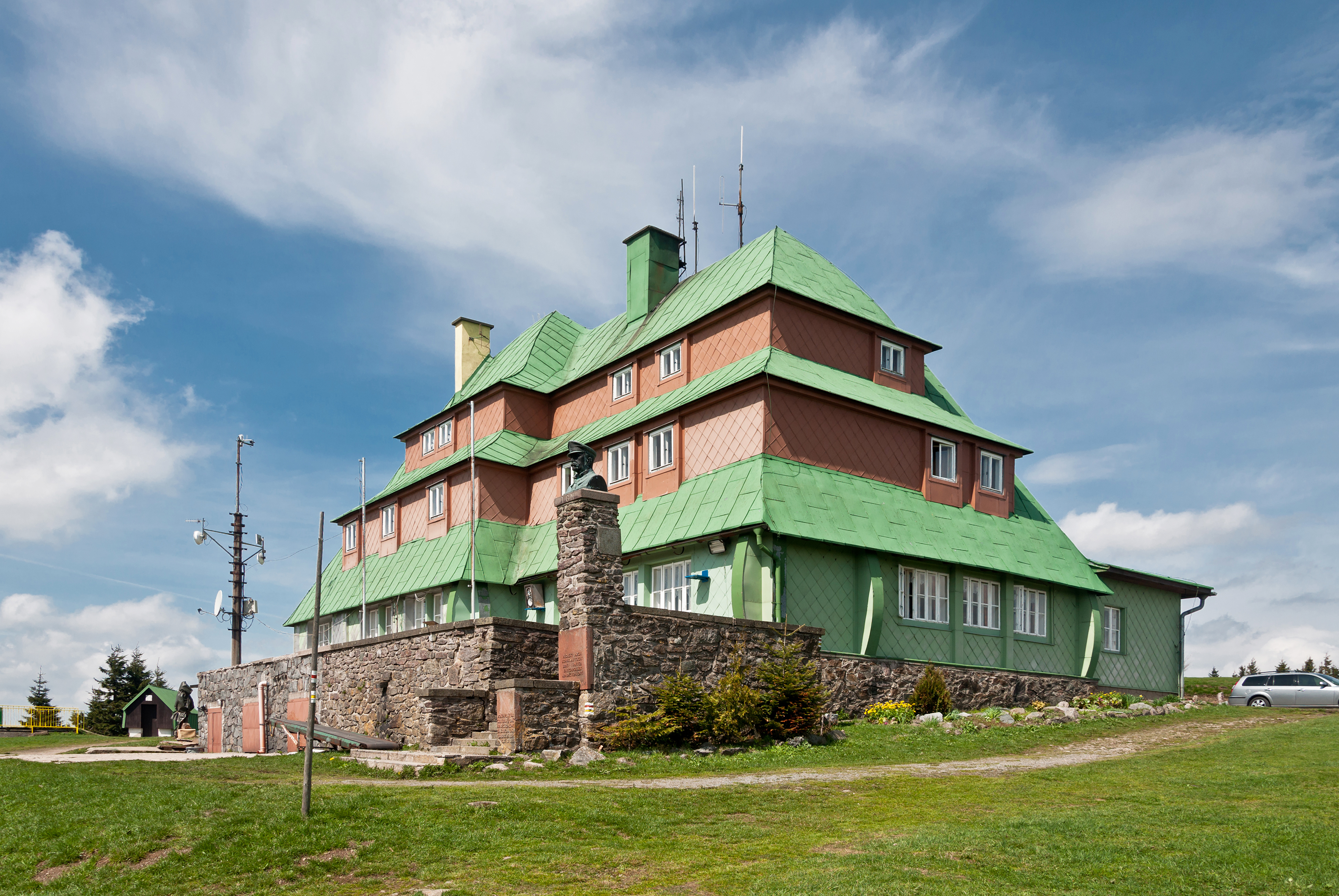
Berghütte „Masaryková chata“

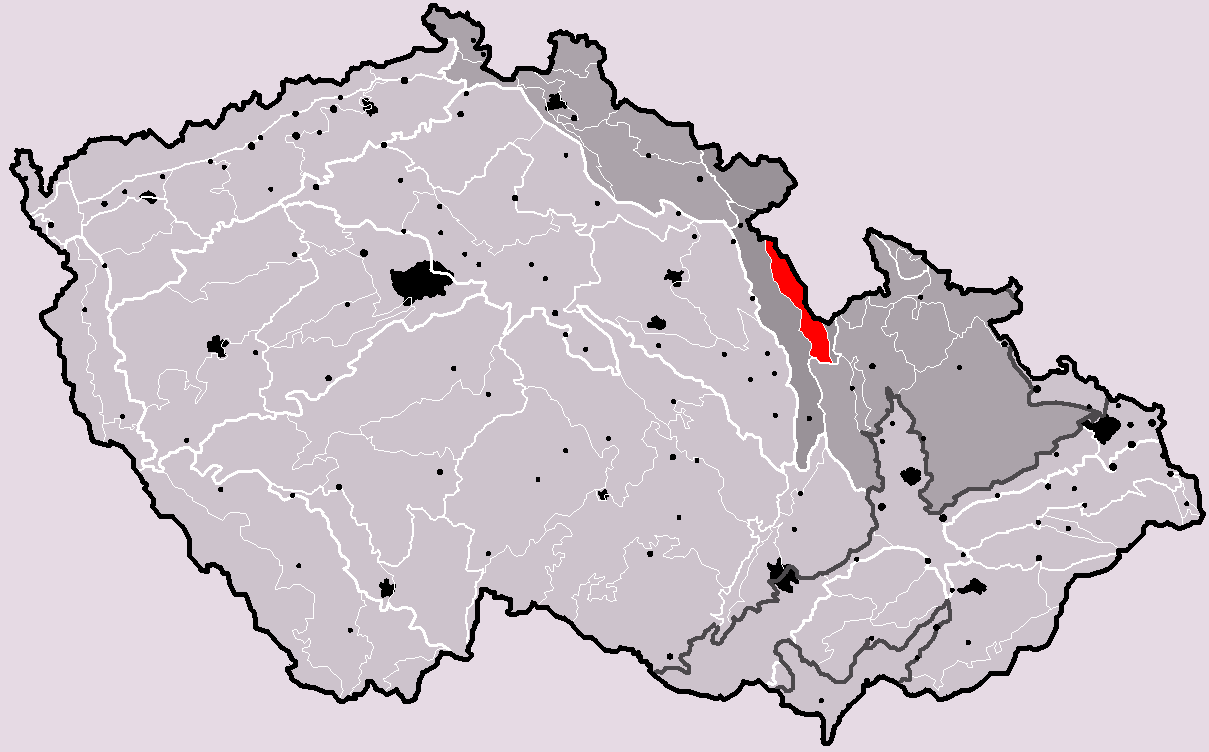
Das Adlergebirge innerhalb der Geomorphologischen Einteilung Tschechiens

Das Adlergebirge (nach dem Fluss Adler und seinen beiden Quellflüssen Stille und Wilde Adler; tschechisch Orlické horyⓘ, polnisch Góry Orlickie) ist ein langgestreckter Höhenzug von über 1000 m Höhe in Tschechien. Ein kleiner Teil des Gebirges im Nordosten befindet sich in Polen. Das Adlergebirge gehört zur Gebirgskette der Sudeten. Früher wurde es auch als Erlitzgebirge (abgeleitet vom Erlitz genannten Oberlauf der Wilden Adler), Grunwalder Gebirge (abgeleitet von Grunwald) oder Mensegebirge (abgeleitet von Hohe Mense) bezeichnet.

## Geografie
Das 50 Kilometer lange und zwischen drei und acht Kilometer breite Gebirge ist ein Teil der Sudeten. Die Streichrichtung ist von Nordwest nach Südost. Es beginnt im Nordwesten in Olešnice v Orlických Horách (Gießhübel) und endet im Südosten in Králíky (Grulich). Sein nordöstlicher Fuß im Tal der Wilden Adler bildet die Grenze zwischen Tschechien und Polen und damit gleichzeitig die Abgrenzung zum nordöstlich parallel verlaufenden Habelschwerdter Gebirge (Góry Bystrzyckie) dar, im nördlichen Teil trennt das Tal der Reinerzer Weistritz (Bystrzyca Dusznicka) diese Gebirge.
Nördlich schließt das kreidezeitliche Heuscheuergebirge (Góry Stołowe bzw. Hejšovina) mit seinen markanten Sandsteinfelsen an. Im Südosten folgt jenseits des zwischen Králíky und Boboszów (Bobischau) gelegenen Grulicher Passes (auch Pass von Mittelwalde, polnisch Przełęcz Międzyleska) das Glatzer Schneegebirge (Masyw Śnieżnika bzw. Králický Sněžník).
Südlich schließt sich das Adlervorgebirge und die Mährische Becken an.

## Tourismus
In diesem Gebiet befinden sich zahlreiche Sehenswürdigkeiten wie Kirchen, Klöster, Burgen und Schlösser. Den Touristen bietet das Adlergebirge ausgebaute Wander- und Fahrradwege und im Winter zahlreiche Skiloipen. Zu den bekannten Wintersportorten zählt unter anderem das polnische Zieleniec (Grunwald) mit über 20 Skiliften.
Schutzhütten
- Masarykova chata
- Orlica-Hütte (Adlergebirge)

## Bevölkerung
Bis 1945 war das Adlergebirge fast ausschließlich deutsch besiedelt, die Bevölkerung wurde aufgrund der Beneš-Dekrete enteignet und aus ihrer Heimat vertrieben. Anschließend zogen viele Neubürger aus dem tschechischen Landesinneren, tschechische Repatrianten, Slowaken und Roma in die Region. Die frühere Bevölkerungsdichte wurde jedoch nicht mehr erreicht.

## Bekannteste Berge des Adlergebirges
von Nordwest nach Südost
- Hohe Mense (poln. Orlica, tschech. Vrchmezí), 1084 m
- Sattlerkoppe (Sedloňovský kopec), 1050 m
- Scherlich (Šerlich), 1027 m
- Deschneyer Kleinkoppe (Malá Deštná), 1090 m
- Deschneyer Großkoppe (Velká Deštná), 1115 m
- Vřesník, 1097 m
- Orel, 1099 m
- Kreiselberg (Koruna) 1101 m
- Schnittberg (Homole), 1000 m
- Johnskoppe (Tetřevec), 1043 m
- Dürrer Berg (Suchy vrch), 995 m
- Mückenberg (Komáří vrch), 992 m
- Ernestinenberg (Anenský vrch), 991 m

Adlergebirge – ein Panoramabild von Süden